# Rishiri (Berg)
Der Rishiri (jap. 利尻山, -zan) liegt vor der japanischen Insel Hokkaidō im Japanischen Meer. Sein letzter Ausbruch wird auf 5830 v. Chr. ± 300 Jahre datiert.
Der inaktive andesitische Stratovulkan steigt 1721 m aus dem Meer auf und bildet mit seinem Kegel die Insel Rishiri mit einem Durchmesser von 20 km. Die vulkanische Aktivität im Gebiet des Vulkans begann vor weniger als 200.000 Jahren. Die Eruptionen im Zentralkrater endeten vor 37.000 Jahren. Danach waren nur noch die Seitenkrater aktiv, wobei vor allem basaltische Lava gefördert wurde.
Wegen seiner an den Fujisan erinnernden Kegelform wird er manchmal auch als Rishiri Fuji bezeichnet. An klaren Tagen kann man von seinem Gipfel die russische Insel Sachalin sehen.

## Galerie

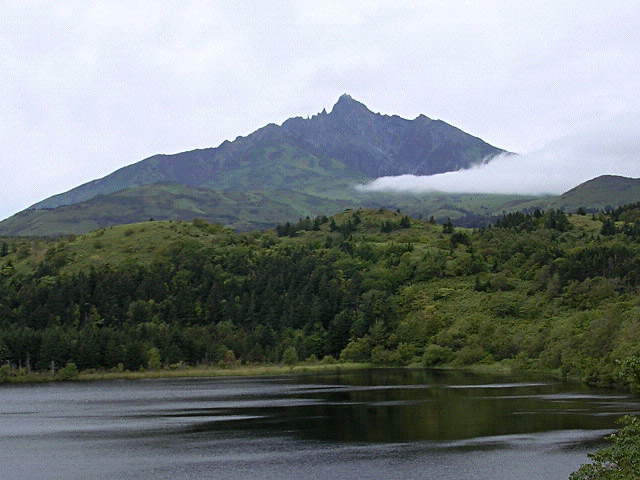
Der Rishiri im Herbst 2004
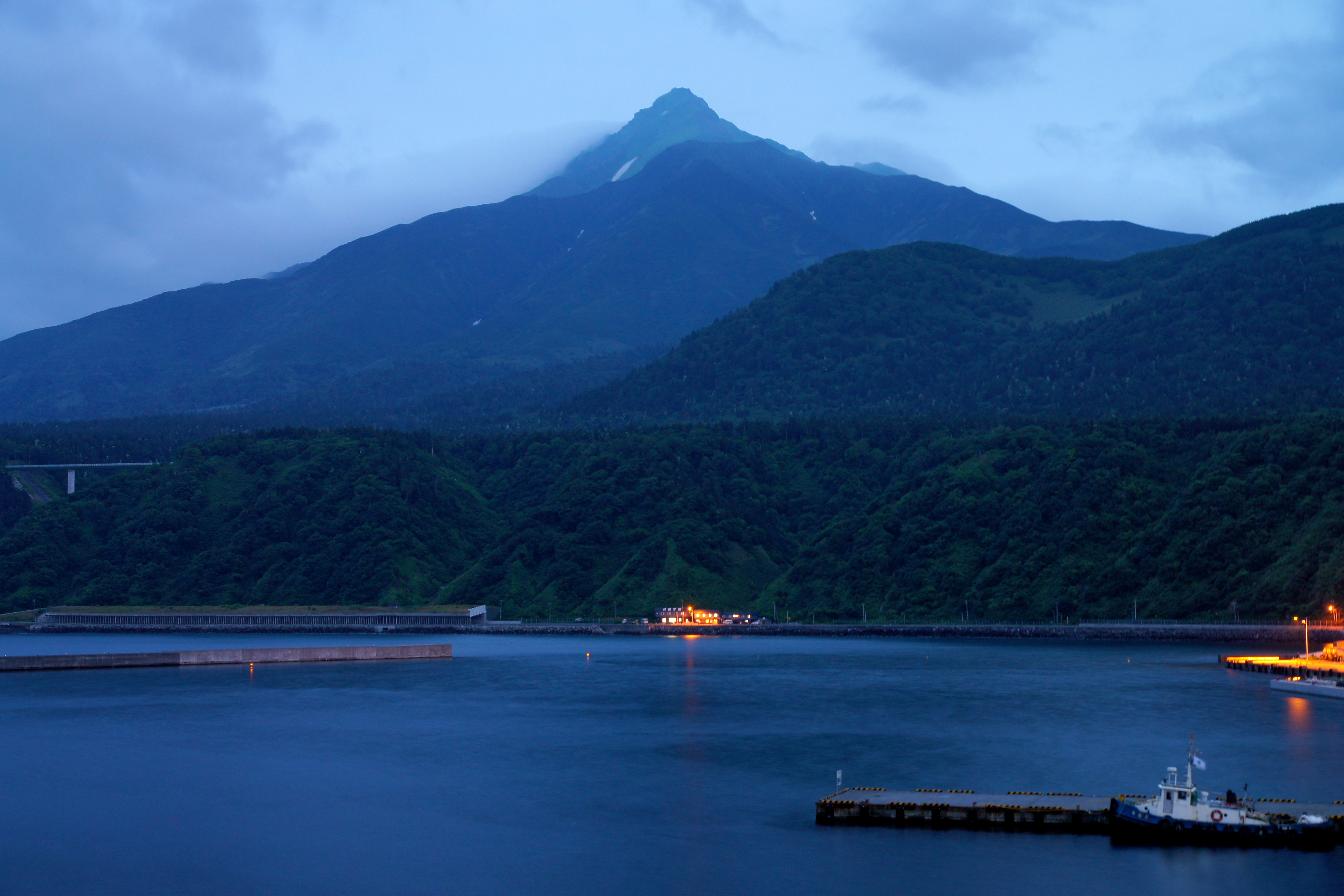
Der Rishiri vom Hafen Oshidomari
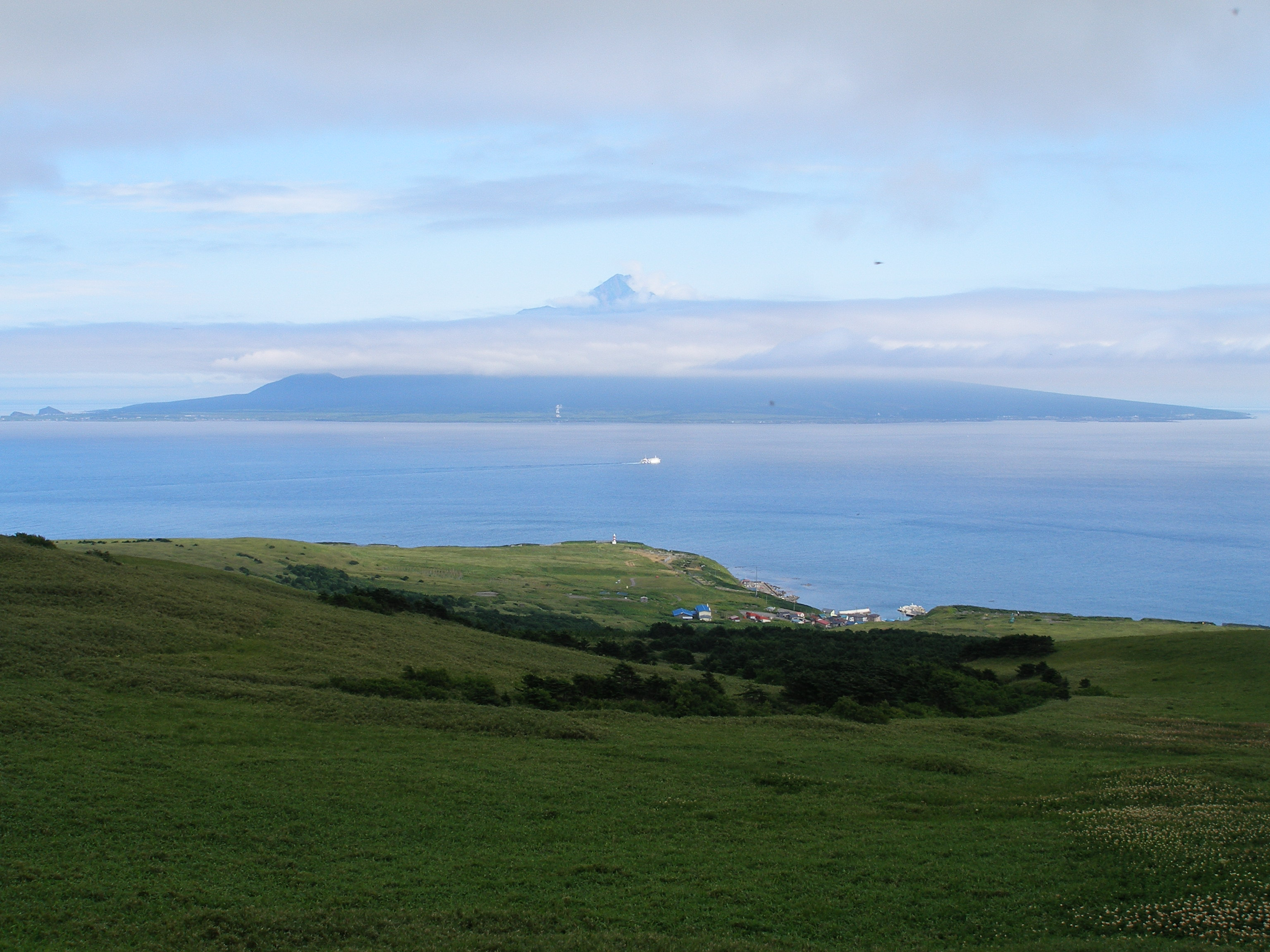
Insel Rishiri von Rebun
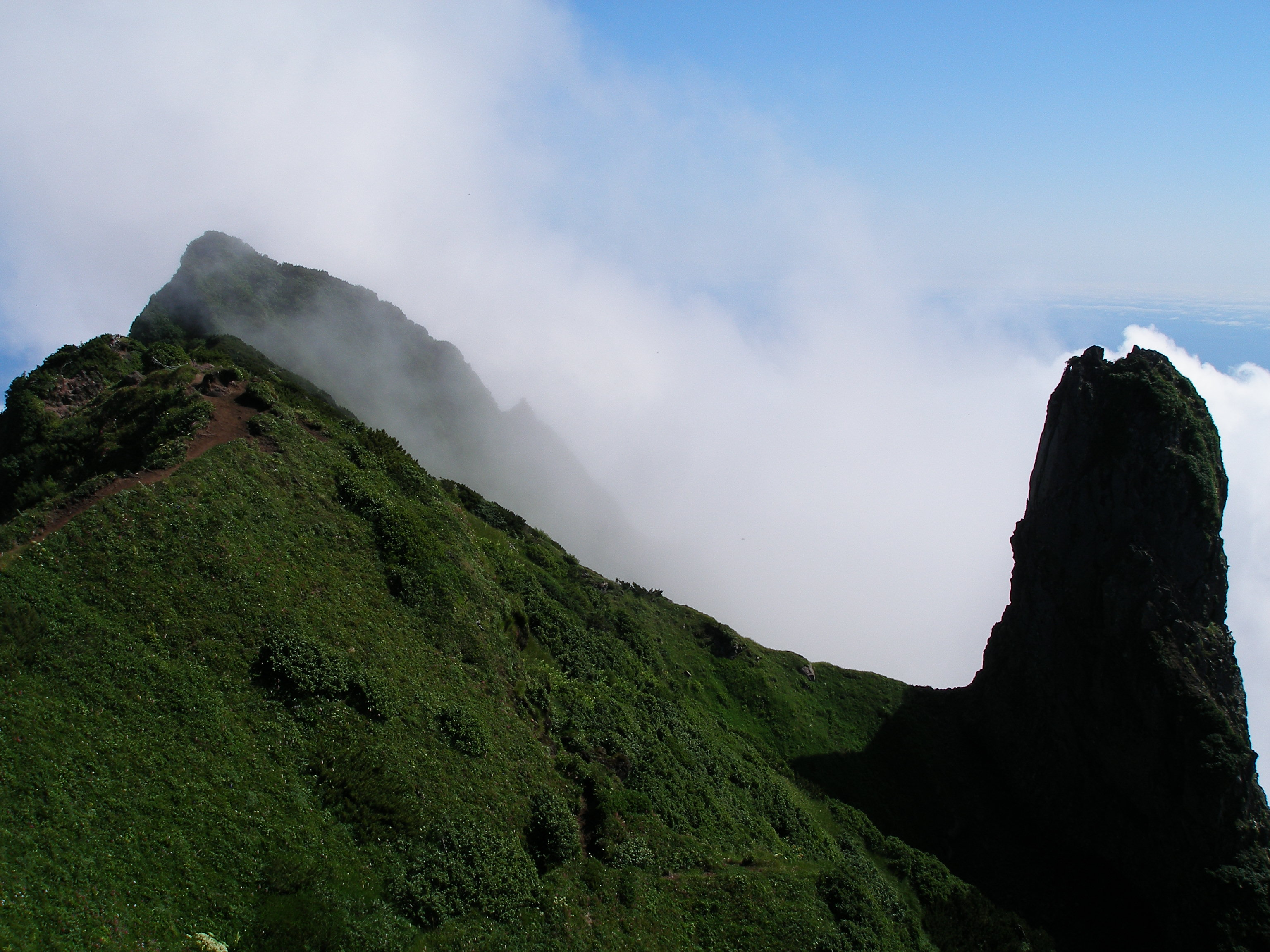
Gipfelbereich des Rishiri